# 6921 Janejacobs
6921 Janejacobs è un asteroide della fascia principale. Scoperto nel 1993, presenta un'orbita caratterizzata da un semiasse maggiore pari a 2,2797128 UA e da un'eccentricità di 0,0818315, inclinata di 5,31894° rispetto all'eclittica.